# 앤 덕희 조던
앤 덕희 조던(Anne Duk Hee Jordan)은 한국계 독일인 미술가로서, 1978년 한국에서 태어났다. 현재 독일 베를린에서 생활하며 업무를 하고 있다.

## 생애
한국에서 고아였던 앤 덕희 조던은 4세에 독일의 커플에게 입양되었으며 서독의 작은 마을에서 자랐다. 구조 다이버, 심해 다이버, 프리 다이버로서 훈련을 받았다. 또, 운동감각 전문의 작업치료사로서 훈련을 받았다. 27세에 예술 교육을 받기 시작했을 때 베를린 바이센제(Berlin Weissensee)에 등록했다. 교수 몇몇이 학교를 떠나면서 프로그램에 실망을 느끼자 2012년 석사생으로서 올라퍼 엘리아슨의 인스티튜트의 스페셜 익스피리언스(Spatial Experience)에 참여했다.